# Annus mundi

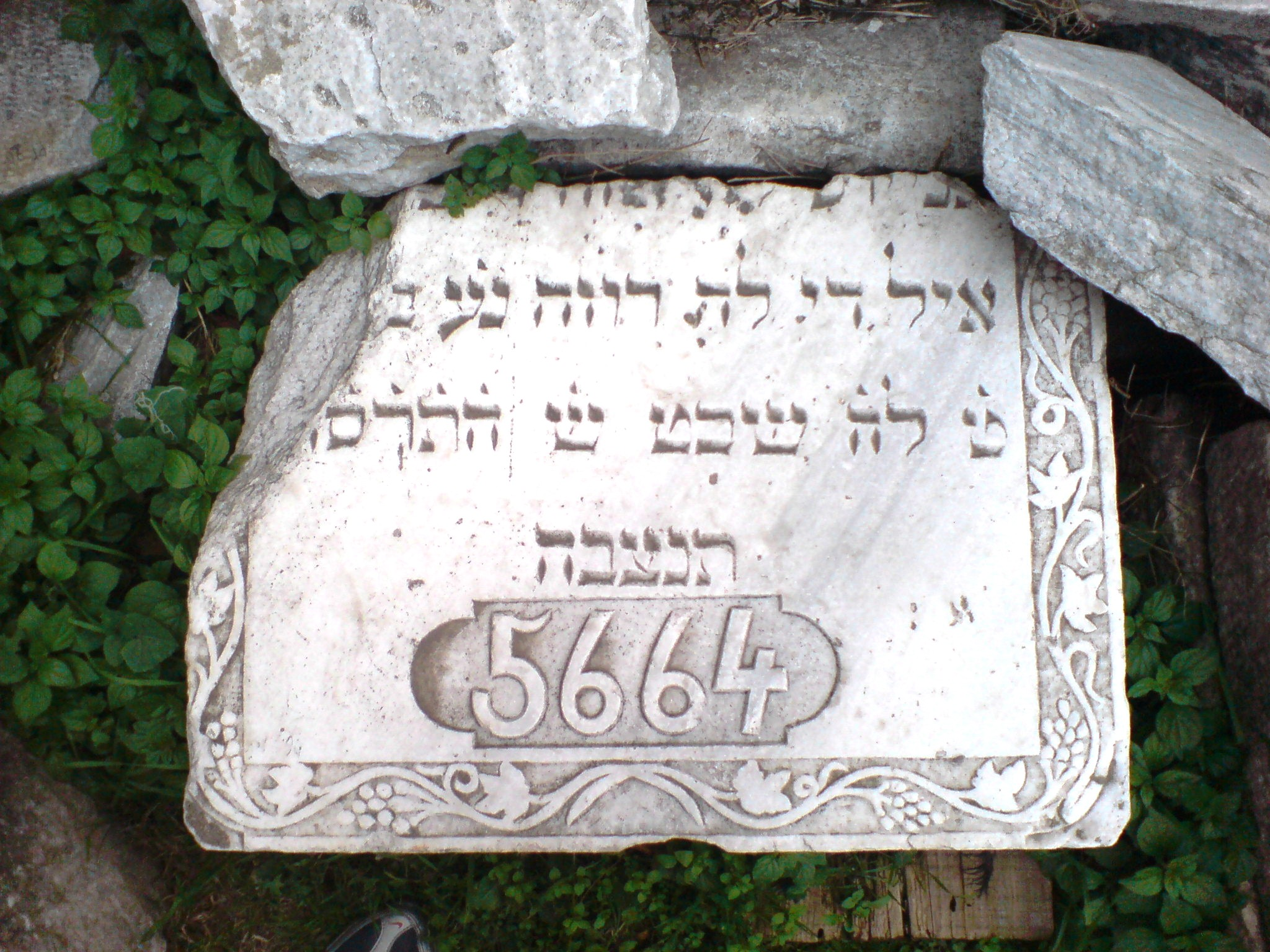
Jüdischer Grabstein in Thessaloniki aus dem Jahr 1903.

Annus mundi (lateinisch für „Jahr der Welt“, „Weltjahr“ oder „seit Erschaffung der Welt“; häufig im Ablativus temporis: anno mundi, abgekürzt AM oder A.M. oder A. M.) ist eine Bezeichnung für die Zählung der Jahre vom ermittelten Zeitpunkt der biblischen Schöpfung an. Dieselbe Bedeutung haben die lateinischen Phrasen ab origine mundi, ab creatione mundi, orbis conditi oder ab orbis conditi initio.

## Geschichte
Die Zählung der Jahre seit der Schöpfung war im Judentum, im Frühchristentum und in den Ostkirchen üblich und besteht im Judentum bis heute fort. In der lateinischen Kirche wurde ab dem 7. Jahrhundert die Jahreszählung Anno Domini bzw. Anno Salutis ab dem ermittelten Zeitpunkt der Geburt Christi üblich, wie sie der Mönch Dionysius Exiguus 525 eingeführt hatte. Da der hebräische masoretische Text, der hebräische samaritanische Pentateuch, die griechische Septuaginta und die lateinische Vulgata Angaben zur Chronologie über Genealogien enthalten, die unterschiedlich ausgelegt werden können und in den alten Bibelübersetzungen um fast 1500 Jahre voneinander abweichen, wurde das biblische Alter der Welt immer wieder unterschiedlich angegeben. Verbreitet sind die jüdische Ära, die frühchristliche Ära und die byzantinische Ära, die die Jahreszählung mit dem Jahr 3761 bzw. 5199 bzw. 5509 vor Christi Geburt beginnen lassen. Der Beginn der Jahreszählung, die Epoche, ist nicht gleichzusetzen mit dem ersten Tag der Schöpfung, der innerhalb dieser Kalender auf ein anderes Tagesdatum fällt.

## Jüdische Ära
Heute ist: 
Dienstag
11. März

2025
11. Adar

AM 5785

[aktualisieren]
Der Beginn der jüdischen Ära, der 1. Tischri des Jahres 1 AM, entspricht im julianischen Kalender Sonntag, dem 6. Oktober (6. Septembergreg.), 23:11 Uhr, 3761 v. Chr. Der Datumswechsel vollzieht sich im julianischen Kalender um Mitternacht, weshalb nach jüdischer Tageszählung unter Berücksichtigung des Datumswechsels am Vorabend bereits der 7. Oktoberjul./7. Septembergreg. begonnen hatte. Zu beachten ist, dass dieses Datum fast ein Jahr vor dem traditionell angenommenen Datum für die Erschaffung der Welt (dem 25. Elul 1 AM) liegt.

## Frühchristliche Ära
Die frühchristlichen Chronisten Eusebius von Caesarea (um 325) und Hieronymus (um 380), die sich auf die griechische Septuaginta stützten, datierten Christi Geburt auf das Jahr 5200 AM und somit die Schöpfung in das Jahr 5199 v. Chr. Darin folgten ihnen frühe Ausgaben des Martyrologium Romanum oder die irischen Annalen der vier Meister.

## Alexandrinische Ära
Die alexandrinische Ära wurde von Panodoros von Alexandria berechnet. Sie beginnt mit dem 19. März oder 29. August 5492 v. Chr.

## Byzantinische Ära
Von den frühchristlichen Chronisten abweichend wurde nach der Chronologie im byzantinischen Reich bzw. im griechisch-byzantinischen Kalender Christi Geburt in das Jahr 5510 AM gesetzt und damit das Jahr 5509 v. Chr. als Schöpfungsjahr errechnet. Die Rechnung nach Weltjahren war im christlichen Osten bereits vorher üblich, doch wurde das Jahr 5509 v. Chr. (Rechnung nach der Konstantinopler Ära) erst durch das Chronicon Paschale (frühes 7. Jahrhundert n. Chr.) kanonisiert. Dieser Zählung folgte (bis 1700) auch Russland. Die Konstantinopler Epoche zum 1. September 5508 v. Chr. liegt anderthalb Jahre nach der Epoche des Chronicon Paschale zum 21. März 5509 v. Chr.

## Freimaurer

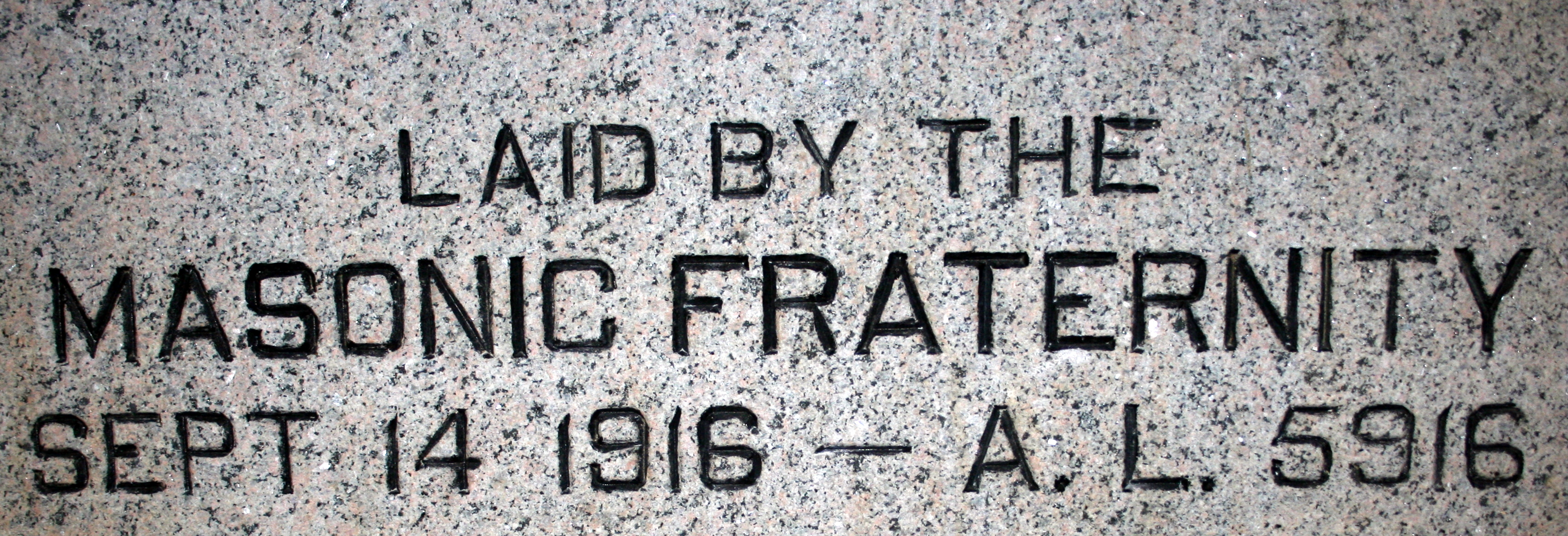
Widmungsstein einer Freimaurerloge mit zusätzlicher Jahreszahl in Anno Lucis

Für die Freimaurer gilt seit dem 18. Jahrhundert das Jahr 4000 v. Chr. als das Jahr der Erschaffung der Welt (Anno Lucis). Sie addieren folgerichtig 4000 Jahre zum gegenwärtigen Kalenderjahr, und so wird beispielsweise 2015 AD zu 6015 AL.

## Weitere
Beda Venerabilis berechnete den Schöpfungstag auf den 18. März 3952 v. Chr. Joseph Justus Scaliger ermittelte im Jahre 1583 das Schöpfungsdatum auf das Jahr 3950 v. Chr. als er eine zusammenhängende Chronologie historischer Ereignisse für Papst Gregor XIII. erstellte.
Auch der 1650 erstellte Ussher-Lightfoot-Kalender von James Ussher stellt eine Chronologie der Weltgeschichte seit Schöpfung dar. Diese wird auf Samstag den 22. Oktober 4004 v. Chr. (entspricht dem 20. September 4003 v. Chr. im gregorianischen Kalender) datiert. John Lightfoot errechnete dagegen etwa zum selben Zeitpunkt das Jahr 3929 v. Chr. als Schöpfungsjahr.
Nach dem Glauben der Raelianer fand die Schöpfung um das Jahr 20000 v. Chr. statt.
Im äthiopischen Kalender ist „Jahre der Welt“ die Bezeichnung für die Jahre vor Christi Geburt. Diese wird sieben Jahre später angesetzt als im Westen.